# Stichaeus punctatus pulcherrimus
Stichaeus punctatus pulcherrimus is een ondersoort van de straalvinnige vissen uit de familie van de stekelruggen (Stichaeidae). De wetenschappelijke naam van de soort is voor het eerst geldig gepubliceerd in 1935 door Taranetz.